# Ангалбатирський сільський округ
Ангалбати́рський сільський округ (каз. Аңғал батыр ауылдық округі, рос. Ангалбатырский сельский округ) — адміністративна одиниця у складі району Біржан-сала Акмолинської області Казахстану. Адміністративний центр — село Ангал-батира.
Населення — 566 осіб (2021; 933 у 2009, 1117 у 1999, 1876 у 1989).
Станом на 1989 рік існувала Аксуська сільська рада (села Жанааул, Жаналик, Каскат).

## Склад
До складу округу входять такі населені пункти:
| Населений пункт    | Колишні назви | Населення, осіб (1989) | Населення, осіб (1999) | Населення, осіб (2009) | Населення, осіб (2021) |
| ------------------ | ------------- | ---------------------- | ---------------------- | ---------------------- | ---------------------- |
| Ангал-батира, село | Жанааул       | 1541                   | 951                    | 783                    | 460                    |
| Жаналик, село      | -             | 298                    | 166                    | 150                    | 106                    |
| Каскат, село       | -             | 37                     | -                      | -                      | -                      |